# Орловка (Щербактинський район)
Орло́вка (каз. Орловка) — село у складі Щербактинського району Павлодарської області Казахстану. Адміністративний центр та єдиний населений пункт Орловського сільського округу.
Населення — 1147 осіб (2021; 1113 у 2009, 1112 у 1999, 1158 у 1989).
Національний склад станом на 1989 рік:
- німці — 35 %
- росіяни — 33 %
- українці — 25 %